# John Lee Ka-chiu

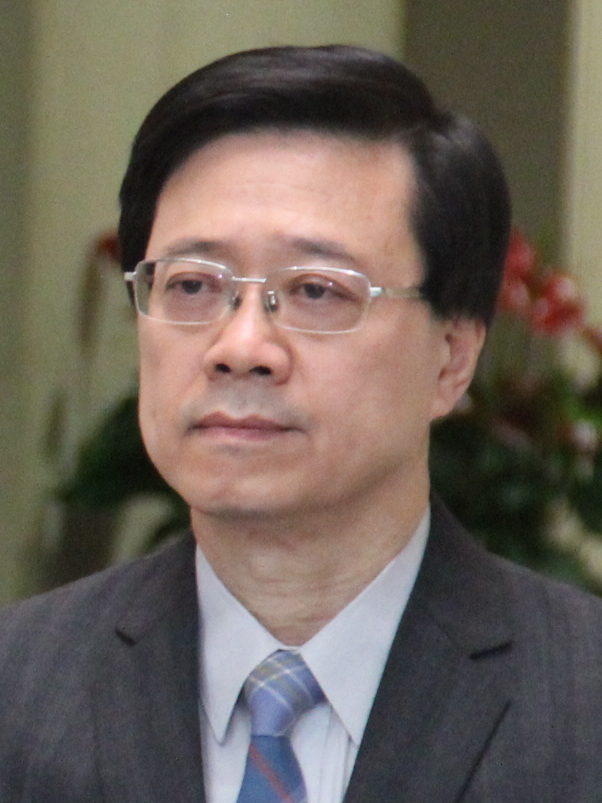
John Lee (2019)

John Lee Ka-chiu GBM, SBS, PDSM, PMSM (chinesisch 李家超, Pinyin Lǐ Jiāchāo, Jyutping Lei5 Gaa1ciu1, kantonesisch Lee Ka-chiu; * 7. Dezember 1957 in Hongkong) ist ein chinesischer Politiker aus Hongkong. Er war ein ehemaliger Polizeioffizier, stellvertretender Polizeipräsident sowie Minister für öffentliche Sicherheit und der ranghöchste Beamte der Sonderverwaltungszone Hongkong (Chief Secretary for Administration) in der Regierungszeit von Carrie Lam. Er wurde am 8. Mai 2022 zum neuen Regierungschef Hongkongs gewählt mit einer Amtszeit von fünf Jahren bis 2027. Seit dem 1. Juli 2022 folgt er offiziell nach Carrie Lam als Chief Executive of Hong Kong in den Posten des Regierungschefs der Regierung Lee in der Sonderverwaltungszone von Hongkong.

## Leben
Nach dem Schulbesuch trat Lee 1977 in die Royal Hong Kong Police Force ein und machte dort Karriere. 2010 wurde er zum stellvertretenden Polizeipräsidenten (Deputy Commissioner) ernannt. 2012 wurde er stellvertretender Minister für öffentliche Sicherheit, 2017 Minister für öffentliche Sicherheit.
Lee war maßgeblich an der Niederschlagung der Proteste im Jahr 2019 gegen das geplante Auslieferungsgesetz und an der Niederschlagung der Proteste im Jahr 2020 gegen das chinesische Sicherheitsgesetz für Hongkong beteiligt.
Am 25. Juni 2021 wurde Lees Ernennung zum Chief Secretary for Administration bekanntgegeben.
Am 6. April 2022 ließ der Staatsrat der Volksrepublik China im Blick auf die Wahl eines neuen Chief Executive of Hong Kong (als Nachfolger von Carrie Lam) mitteilen, dass Lee der einzige sei, dessen Kandidatur von der Volksrepublik China gebilligt werde. Daraufhin gab Lee am 9. April 2022 seine Kandidatur bekannt. Am 8. Mai 2022 wurde er in dieses Amt gewählt, wie angesichts der Machtverhältnisse in Hongkong und mangels eines anderen Kandidaten nicht anders zu erwarten. Seine Amtszeit begann am 1. Juli 2022.
Am 24. April 2022 löste Lee mit der Erklärung, es sei nicht nötig, die Pressefreiheit in Hongkong zu verteidigen, da diese bereits bestehe, unter den Verteidigern der Demokratie in Hongkong und unter den Journalisten der nicht von der Volksrepublik China gelenkten Medien mit Blick auf seine bevorstehende Regierung tiefe Besorgnis aus.